# Воронец, Пётр Васильевич
Пётр Васильевич Воронец (1871, Царское село, Российская империя — 1923, Симферополь, СССР) — российский механик, ординарный профессор Киевского и Таврического (Крымского) университетов.

## Биография
Родился 22 июня 1871 года[по какому календарю?]. Окончил Рижскую губернскую гимназию и математическое отделение физико-математического факультета Киевского университета Св. Владимира. Защитил магистерскую (1903) и докторскую (1906) диссертации по прикладной математике под руководством профессора Г. К. Суслова. С 1908 года профессор Киевского университета. Перешел на работу в Киевский политехнический институт.
По свидетельству студента Таврического (Крымского) университета Л. Г. Лойцянского: «Специалистов по теоретической механике в университете не было. Лишь проездом побывали в Симферополе два крупнейших русских механика: Г.К. Суслов и П.В. Воронец. Последний блестяще прочел курс лекций по вариационному исчислению, использовав для этого собственноручные записи лекций знаменитого немецкого математика и одного из основоположников вариационного исчисления К. Вейерштрасса».
В списке членов Математического общества при Математическом кабинете Таврического Университета на 1 мая 1921 г. значится:
«4 Воронецъ П. В., докторъ механики, орд. проф. Таврич. Ун-та (съ 23 окт. 1920 г.), б. проф. Кіев. Ун-та». (Цифра перед фамилией означает число сообщений, сделанных П. В. Воронцом на Математическом обществе).
На 41-м заседании Математического общества 25 мая 1923 года председателем было зачитано сообщение о смерти бывшего профессора Крымского университета им. Фрунзе (так тогда назывался университет) П. В. Воронца, последовавшей 19 мая. 42-е заседание было посвящено памяти замечательного ученого: доклад «Жизнь и научно-педагогическая деятельность проф. П. В. Воронца» сделал его ученик Н. В. Оглоблин (1881—1935). Среди учеников — И. Я. Штаерман.
Умер в Симферополе, место захоронения утрачено.
Отец Константина Петровича Воронца, профессора Белградского университета, действительного члена Сербской Академии Наук.

## Список трудов
- Геометрическое исследование Эйлерова случая вращения твердого тела около неподвижной точки // Киев. Унив. Изв., 38 (1898), 4,1-52; 5, 53-113.
- К теории последнего множителя Якоби // Киев. Унив. Изв., 38 (1898), 5, 44-48.
- Вывод уравнений движения тяжелого твердого тела, катящегося без скольжения по горизонтальной плоскости // Киев. Унив. Изв., 41 (1901), 11, 1-17.
- «Объ уравненіяхъ движенія для неголономныхъ системъ» // Матем. сб., 22:4 (1901), 659—686
- Об одном преобразовании уравнений динамики // Киев. Унив. Изв., 42 (1902), 7, 1-14.
- Уравнения движения твердого тела, катящегося без скольжения по неподвижной плоскости // Киев. Унив. Изв., 43 (1903), 1, 1-6 6 ; 4, 67-152 (магистер. дисс.)
- Некоторые частные случаи движения системы материальных точек, находящихся под действием взаимных сил. // Киев. Унив. Изв., 45 (1905), 11, 95-114.
- Преобразование уравнений динамики с помощью линейных интегралов движения (с приложением к задаче об n телах) // Киев. Унив. Изв., 47 (1907), 1, 1-82; 2, 83-180 (докт. дисс.)
- Über das Problem der Bewegung von vier Мassenpunkten unter dem Einflusse von inneren Kräften // Math. Annalen, 63 (1907), 387—412.
- Значение понятия о геометрической производной в кинематике точки // Киев. Унив. Изв., 48 (1908), 8, 1-16.
- Über die rollende Bewegung einer Kreiescheibe auf einer beliebigen Fläche unter der Wirkung von gegebenen Kräften // Math. Annalen, 67 (1909), 268—280.
- К задаче о движении твердого тела, катящегося без скольжения по данной поверхности под действием данных сил // Киев. Унив. Изв., 50 (1910), 10, 101—111.
- Сборник статей, посвященных профессору Г. К. Суслову. 1881—1911 // Александр Дмитриевич Билимович, Петр Васильевич Воронец, Александр Дмитриевич Крылов, Дмитрий Александрович Граве, др. . — Киев : Типография имп. Университета Св. Владимира, 1911 . С.75-114.
- Über die Bewegung eines starren Körpers, der ohne Gleitung auf einer beliebigen Fläche rollt // Math. Annalen, 70 (1911), 470—453.
- Дифференциальные уравнения движения твердого тела по отношению к среде, имеющей произвольно заданное движение // Киев. Унив. Изв., 52 (1912), 7, 1-40.
- Über die Bewegungsgleichungen eines starren Körpers // Math. Annalen, 71 (1912), 392—410. — Рус. пер.: П. Воронец. Об уравнениях движения твердого тела // Нелинейная динамика. 2012. Т.8. № 2. С.431-441.
- Sur le mouvement d’un point matériel soumis a force donnee sur une surface fixe et dépolie // Journ. de math., 1 (1915), 261—275.
- Об одном применении теории возмущений Якоби // Киев. Унив. Изв., 56 (1916), 2, 103—109.
- Относительное движение физического маятника // Киев. Унив. Изв., 57 (1917), 11-12, 45-52.
- К вопросу об интегрировании уравнений Лагранжа // Изв. Крымск. (Таврическ.) ун-та (Записки мат. кабинета), 3 (1921), 39-60.
- Пример на движение несвободного твердого тела // Изв. Крымск. (Таврическ.) ун-та (Записки мат. кабинета), 3 (1921), 176—186.
- Sur l’intégration des équations aux dérivées partielles // Bull. Sci. Math., Paris, 47 (1923), 113—119.